# Coleophora audeoudi
Coleophora audeoudi é uma espécie de mariposa do gênero Coleophora pertencente à família Coleophoridae.